# Ricordi (Carla Boni)
Ricordi è un album raccolta della cantante italiana Carla Boni, eseguita con l'orchestra di Aldo Catarsi.
I primi sei brani sono interpretati dalla Boni, mentre i rimanenti sono eseguiti solamente dall'orchestra.

## Tracce
1. Voi mi piacete
2. Viale d'autunno
3. El cumbanchero
4. Anema e core
5. Ti scrivo e piango
6. Come Giuda
7. Il mio pianoforte
8. Shedy
9. Voce di sax
10. Lettere
11. Jazz tema
12. Skedia